# Antolín Alcaraz
Antolín Alcaraz (ur. 30 lipca 1982 w San Roque) – paragwajski piłkarz występujący na pozycji obrońcy. Obecnie jest zawodnikiem UD Las Palmas.

## Kariera klubowa
Alcaraz urodził się w Paragwaju, ale zawodową karierę rozpoczynał w argentyńskim Racing Club. Trafił tam w 2001 roku. Graczem Racingu był w sezonie 2001/2002, jednak nie rozegrał tam żadnego spotkania. Latem 2002 roku odszedł do włoskiej Fiorentiny. W tym klubie spędził pół roku, ale nie zdołał zadebiutować w jego barwach.
W styczniu 2003 roku podpisał kontrakt z portugalskim SC Beira-Mar. W pierwszej lidze portugalskiej pierwszy mecz zaliczył 26 stycznia 2003 przeciwko Benfice (0:1). 31 sierpnia 2003 w wygranym 1:0 spotkaniu z Alverką strzelił pierwszego gola w trakcie gry w lidze portugalskiej. W sezonie 2004/2005 zajął z klubem 18. miejsce w lidze i spadł z nim do drugiej ligi. Po roku powrócił z nim do ekstraklasy. W Beira-Mar grał do końca sezonu 2006/2007.
Latem 2007 roku przeszedł do belgijskiego Club Brugge. W Jupiler League zadebiutował 12 sierpnia 2007 w wygranym 1:0 meczu z Germinal Beerschot. 17 sierpnia 2007 w wygranym 3:2 spotkaniu z Sint-Truidense VV zdobył pierwszą bramkę w Jupiler League.
14 maja 2010 roku przeszedł za nieujawnioną kwotę do Wigan Athletic
7 lipca 2013 podpisał kontrakt z Evertonem.
2 sierpnia 2015 roku przeszedł do UD Las Palmas, na zasadzie wolnego transferu.

## Kariera reprezentacyjna
W reprezentacji Paragwaju Alcaraz zadebiutował 19 listopada 2008 w wygranym 1:0 towarzyskim meczu z Omanem. Swego pierwszego dla reprezentacji gola zdobył podczas Mistrzostw Świata w RPA w zremisowanym 1-1 meczu przeciwko mistrzom świata 2006 Włochom.